# Campeonato Europeo de Halterofilia de 1911
En 1911 se celebraron dos ediciones del Campeonato Europeo de Halterofilia.

## Torneo 1
El XIV Campeonato Europeo de Halterofilia se celebró en Budapest (Hungría) el 13 de octubre de 1911 bajo la organización de la Federación Europea de Halterofilia (EWF) y la Federación Húngara de Halterofilia.

### Medallistas
| Evento | Oro                         | Plata                      | Bronce                            |
| ------ | --------------------------- | -------------------------- | --------------------------------- |
| 80 kg  | Franz Komarek Austria 300,0 | Karl Swoboda Austria 280,0 | Béla Erödy Hungría 269,0          |
| +80 kg | Edmund Danzer Austria 330,0 | Josef Grafl Austria 310,0  | Vincent Fleischmann Austria 306,0 |

1. 1 2 3  Fuerza (kg) + arrancada (kg) + dos tiempos (kg) = TOTAL (kg)

## Torneo 2
El XV Campeonato Europeo de Halterofilia se celebró en Leipzig (Alemania) el 28 de diciembre de 1911 bajo la organización de la Federación Europea de Halterofilia (EWF) y la Federación Alemana de Halterofilia.

### Medallistas
| Evento | Oro                            | Plata                             | Bronce |
| ------ | ------------------------------ | --------------------------------- | ------ |
| 80 kg  | Hans Abraham Alemania 270,0    | Vincent Fleischmann Austria 256,0 | —      |
| +80 kg | Berthold Tandler Austria 290,0 | —                                 | —      |

1. 1 2  Fuerza (kg) + arrancada (kg) + dos tiempos (kg) = TOTAL (kg)

## Medallero
| Núm. | País     | Oro | Plata | Bronce | Total |
| ---- | -------- | --- | ----- | ------ | ----- |
| 1    | Austria  | 3   | 3     | 1      | 7     |
| 2    | Alemania | 1   | 0     | 0      | 1     |
| 3    | Hungría  | 0   | 0     | 1      | 1     |
|      | TOTAL    | 4   | 3     | 2      | 9     |